# Il mio uomo è una canaglia
Il mio uomo è una canaglia (Born to Win) è un film drammatico del 1971 diretto da Ivan Passer.

## Trama
J è un ex-parrucchiere caduto nella spirale della droga. Costretto dalla sua dipendenza a vivere di espedienti per procurarsi la razione giornaliera di roba conosce, nel tentativo di rubare un'auto, una giovane di nome Parm che tenterà di salvarlo. Un giorno J, insieme al suo amico Billy, sottrae una grossa quantità di droga ad un boss conosciuto come "Il greco"; sorpreso dalla polizia, verrà costretto da un agente a fare da esca. Sfortunatamente i piani non vanno come previsto, il malavitoso fiuta la trappola e la usa per vendicarsi. Billy muore iniettandosi della stricnina che gli viene spacciata per droga. Solo un caso salverà J dalla morte, ma il Greco lo sta ancora cercando.